# Sint-Eligiuskerk (Lewedorp)
De Sint-Eligiuskerk is een rooms-katholieke parochiekerk in de Nederlandse plaats Lewedorp, in de provincie Zeeland, gelegen aan Burgemeester Lewestraat 11. Het gebouw uit 1928 werd ontworpen door Pierre Cuypers jr. (1891-1982). In 1995 vond een grondige renovatie plaats.

## Geschiedenis
Lewedorp ontstond aan het einde van de 19e eeuw en was aanvankelijk bekend als Noord-Kraaijert. Het gebied viel onder de parochie van 's-Heerenhoek. In augustus 1918 kwamen enkele Passionisten vanuit Mook naar Zeeland met de bedoeling een klooster met school te stichten. De Deken van Middelburg, Baede, wees hen Noord-Kraaijert als locatie aan. Voor de stichting werd echter geen toestemming verleend door het kapittel. De Passionisten gaven hun plan niet op en in september 1919 vond een bespreking plaats met de bisschop van Haarlem, Augustinus Callier, maar door een tekort aan priesters vond het plan geen doorgang. Met de nieuwe onderwijswet van 1920 werd het echter mogelijk om een bijzondere rooms-katholieke school te stichten, aangezien er genoeg leerlingen waren. Op 1 mei 1924 werd deze nieuwe school ingewijd.
Met de stichting van de school werd duidelijk dat er ruimte was voor de stichting van een nieuwe parochie en in augustus 1926 werd pastoor H.A. Bots aangesteld. Op woensdag 16 maart 1927 vond de eerstesteenlegging plaats voor de nieuwe parochiekerk. Op woensdag 8 februari 1928 werd de kerk ingewijd. Twee jaar later, op 19 mei 1930, vond de consecratie plaats door bisschop Aengenent. Ter gelegenheid van het 25-jarig bestaan kreeg de parochie een relikwie van de Heilige Eligius, afkomstig uit de Sint-Paulusabdij te Oosterhout.
In 1978 werd, ter gelegenheid van het 50-jarig bestaan van de parochie, het priesterkoor vernieuwd. Verdere werkzaamheden vonden plaats in 1983 met de bouw van een parochiezaal, in 1995 met een restauratie van de kerk en in 2000 met de bouw van een parochiesecretariaat.
Per 1 januari 2013 is de parochie omgevormd tot een parochiekern binnen de nieuwe Pater Damiaanparochie de Bevelanden, Schouwen-Duiveland.

## Gebouw en inventaris
Het kerkgebouw betreft een bakstenen driebeukige kerk met zadeldak, ontworpen in een sobere expressionistische stijl. Op het dak staat een kleine klokkentoren. De kerk heeft een lengte van vijf vensterassen. Naast de kerk staat een pastorie die ook is ontworpen door Cuypers.
In maart 1942 werd de klok door de Duitse bezetter in beslag genomen om omgesmolten te worden. Na de bevrijding heeft de toenmalige pastoor Kramer een nieuwe klok besteld bij de firma Petit & Fritzen uit Aarle-Rixtel voor 2500 gulden. Op zondag 30 november 1947 werd de klok ingezegend en de dag daarna in de klokkentoren gehangen, op de feestdag van de patroonheilige Eligius. Voor de klok droeg het rijk een subsidie bij van 500 gulden.
In 1929 werd een orgel aangekocht dat afkomstig was uit de hervormde kerk van Aagtekerke. Het betrof een orgel uit 1744, gebouwd door de Duitse orgelbouwer Peter Weidtman. In 1943 werd dit orgel verkocht aan de Gereformeerde Gemeente van Nieuwdorp, maar pas in 1949 werd besloten een nieuw orgel aan te schaffen bij orgelbouwer J. Vermeulen uit Alkmaar. Dit nieuwe orgel werd in 1950 geplaatst en heeft in 2005 een onderhoudsbeurt gehad.
In de jaren 60 werd door de Utrechtse edelsmid Brom een wandkleed geschonken met daarop een afbeelding van Eligius, welke werd vervaardigd door Hilda Brom-Fischer.

## Pastoors
- H.A. Bots (1884-1956) - augustus 1926 tot maart 1932
- G. Boos (1888-?) - maart 1932 tot augustus 1939[11]
- A. Kramer (1896-1951) - augustus 1939 tot november 1949[12][13]
- F.S. Wolff  (1900-?) - november 1949 tot mei 1958[14]
- Ed. Vermeulen (1906-1966) - mei 1958 tot augustus 1966[15]
- W.A.J. Clement (1917-1978) - 1966 tot augustus 1978[16]

Clement was de laatste eigen pastoor van de parochie. Vanaf november 1978 bediende een pastoresteam de regio.